# کلوسترنویبورگ
شهر کلوسترنویبورگ (به آلمانی: Klosterneuburg) در استان نیدراسترایش با جمعیت ۲۵٬۲۱۶ نفر در کشور اتریش واقع شده‌است.
کلوسترنوبورگ (تلفظ آلمانی: [ˌkloːstɐˈnɔɪ̯bʊʁk] (گوش دهید) ؛ که توسط مردم محلی اغلب به اختصار Kloburg خلاصه می شود) شهری در منطقه تولن در ایالت اتریش سفلی است. حدود ۲۷۵۰۰ نفر جمعیت دارد. صومعه کلوسترنویبورگ، که در سال ۱۱۱۴ تأسیس شد و بلافاصله پس از آن به آگوستین ها داده شد ، از اهمیت تاریخی ویژه ای برخوردار است.

## تاریخ
یافته های باستان شناسی نشان دهنده استقرار منطقه در دوره نوسنگی است. در عصر روم (قرن های ۱ تا۵) ، قلعه ای از آهک های دانوبی در محل کلوسترنوبورگ در مرز شمال غربی پانونیا ایستاده بودند. بعد از اینکه شارلمانی آوارها را شکست داد ، ممکن است یک شهرک کارولینگی در ماه مارس تازه تأسیس آوار ثبت شده به نام اوموندسدورف با سایت شهر مطابقت داشته باشد. اولین بار از کلوسترنوبورگ در عملی ۱۱۰۸ به عنوان Nivvenburc (نووبورگ ، "قلعه جدید") نام برده شد.